# Aleksandr Iefimkin
Aleksandr Serguéievitx Iefimkin (en rus Александр Александрович Ефимкин, Kúibixev, 2 de desembre de 1981) és un ciclista rus, professional des del 2006 al 2012. El seu germà bessó Vladímir també és ciclista professional.
En el seu palmarès destaca la victòria a la Volta a Turquia de 2011.

## Palmarès
- 2004
  - Vencedor d'una etapa a la Volta a Lleó
- 2007
  - 1r a la Setmana Ciclista Lombarda i vencedor d'una etapa
  - 1r al Giro del Cap i vencedor d'una etapa
- 2011
  - 1r a la Volta a Turquia

### Resultats al Tour de França
- 2007. 99è de la classificació general

### Resultats al Giro d'Itàlia
- 2008. 68è de la classificació general
- 2009. 37è de la classificació general
- 2010. 19è de la classificació general

### Resultats a la Volta a Espanya
- 2009. Abandona (17a etapa)